# 1791
Il 1791 (MDCCXCI in numeri romani) è un anno  del XVIII secolo.

## Eventi
- W.A.Mozart compone il Concerto per clarinetto e orchestra in la maggiore K 622.
- Promulgata in Francia la Costituzione Monarchica. Prevista la divisione dei poteri.
- Luigi Galvani pubblica De viribus electricitatis... in motu musculari commentarius, un trattato sul galvanismo.
- 12 gennaio – Le truppe di Leopoldo II reprimono la Rivoluzione di Liegi.
- 3 maggio – Viene istituita la prima costituzione europea dal paese europeo della Polonia.
- 11 maggio – Charles Messier scopre la Galassia Sombrero (M104).
- 20 giugno – Il re di Francia Luigi XVI fugge da Parigi proponendosi di combattere l'Assemblea nazionale costituente per restaurare la Monarchia Assoluta.
- 4 agosto – Trattato di Sistova: L'Austria conclude un trattato di pace con l'Impero ottomano.
- 27 settembre – Gli ebrei francesi sono equiparati agli altri cittadini.
- 30 settembre – Prima rappresentazione de Il flauto magico (KV 620) di Wolfgang Amadeus Mozart, singspiel tedesco su libretto di Emanuel Schikaneder.
- 13 ottobre – Terremoto in Calabria Centrale, magnitudo 6, max intensità 9.
- 5 dicembre – Muore nella sua casa a Vienna, il compositore Wolfgang A.Mozart. Aveva 35 anni.

## Nati
Ci sono circa 220 voci su persone nate nel 1791; vedi la pagina Nati nel 1791 per un elenco descrittivo o la categoria Nati nel 1791 per un indice alfabetico.

## Morti

### Gennaio
- 4 gennaio - Étienne Maurice Falconet, scultore francese (n. 1716)
- 4 gennaio - Pier Francesco Grimaldi, doge (n. 1715)
- 11 gennaio - Guido Ferrari, storico e poeta italiano (n. 1717)
- 13 gennaio - Ugone Papé di Valdina, vescovo cattolico italiano (n. 1724)
- 14 gennaio - Girolamo Ascanio Giustinian, politico e diplomatico italiano (n. 1721)
- 14 gennaio - Jakov Borisovič Knjažnin, traduttore e drammaturgo russo (n. 1740)
- 21 gennaio - Antonio De Gennaro, nobile e letterato italiano (n. 1717)
- 25 gennaio - Giovanni Pichler, incisore italiano (n. 1734)

### Febbraio
- 5 febbraio - John Beard, tenore inglese
- 7 febbraio - Nicolas-François Gillet, scultore francese (n. 1712)
- 13 febbraio - Çelebizade Şerif Hasan Pascià, politico ottomano
- 16 febbraio - Richard d'Alton, generale austriaco
- 18 febbraio - Honoré Guibert, ebanista e scultore francese (n. 1720)
- 18 febbraio - Federica Carolina di Sassonia-Coburgo-Saalfeld, principessa (n. 1735)
- 19 febbraio - Pierantonio Serassi, filologo, letterato e presbitero italiano (n. 1721)
- 25 febbraio - Vincent Ogé, mercante e attivista francese (n. 1755)

### Marzo
- 2 marzo - John Wesley, teologo inglese (n. 1703)
- 6 marzo - Luigi del Giudice, arcivescovo cattolico italiano (n. 1709)
- 9 marzo - Jean-André Venel, medico svizzero (n. 1740)
- 11 marzo - Francesco Paolo Perremuto, arcivescovo cattolico italiano (n. 1732)
- 13 marzo - Pierre-François-Xavier de Reboul de Lambert, vescovo cattolico francese (n. 1704)
- 15 marzo - Pierre-François Muyart de Vouglans, avvocato e giurista francese (n. 1713)
- 15 marzo - Antonino Valsecchi, teologo, predicatore e religioso italiano (n. 1708)
- 22 marzo - Carlo Besozzi, oboista e compositore italiano (n. 1738)
- 26 marzo - Ivan Ivanovič Lobanov-Rostov, nobile e ufficiale russo (n. 1731)

### Aprile
- 2 aprile - Honoré Gabriel Riqueti de Mirabeau, politico, scrittore e diplomatico francese (n. 1749)
- 3 aprile - John Berkenhout, fisico, naturalista e scrittore britannico (n. 1726)
- 15 aprile - Alexander Garden, botanico e medico scozzese (n. 1730)
- 24 aprile - Benjamin Harrison V, politico statunitense (n. 1726)

### Maggio
- 3 maggio - Luigi Francesco di Monteynard, generale e politico francese (n. 1713)
- 5 maggio - Pierre-Thomas-Nicolas Hurtaut, scrittore e storico francese (n. 1719)
- 9 maggio - Francis Hopkinson, scrittore, musicista e avvocato statunitense (n. 1737)
- 14 maggio - Francesca Lebrun, cantante lirica e compositrice tedesca (n. 1756)
- 15 maggio - Marie-Thérèse de La Ferté-Imbault,  francese (n. 1715)
- 23 maggio - Pëtr Nikitič Trubeckoj, politico e scrittore russo (n. 1724)
- 26 maggio - Pieter Hendrik Reynst, ammiraglio olandese (n. 1723)
- 26 maggio - Joseph Philipp Franz von Spaur, vescovo cattolico austriaco (n. 1718)
- 31 maggio - Emanuel Mendez da Costa, botanico, naturalista e filosofo inglese (n. 1717)

### Giugno
- 1º giugno - Maria Petraccini, medico italiana (n. 1759)
- 2 giugno - Pierre Victor de Besenval de Brünstatt, generale francese (n. 1721)
- 5 giugno - Giuseppe Antonio Ghedini, pittore e architetto italiano (n. 1707)
- 17 giugno - Selina Shirley, nobildonna e religiosa inglese (n. 1707)
- 22 giugno - Catharine Macaulay, storica britannica (n. 1731)
- 27 giugno - Johann Heinrich Merck, scrittore e letterato tedesco (n. 1741)
- 30 giugno - Jean-Baptiste Descamps, scrittore e pittore francese (n. 1714)

### Luglio
- 2 luglio - Søren Abildgaard, pittore danese (n. 1718)
- 9 luglio - Jacques-Nicolas Tardieu, incisore francese (n. 1716)
- 11 luglio - Giovanni de Gregorio, cardinale italiano (n. 1729)
- 14 luglio - Pietro Belly, militare e ingegnere italiano (n. 1731)
- 14 luglio - Joseph Gaertner, botanico tedesco (n. 1732)
- 17 luglio - Joachim Georg Darjes, filosofo, giurista e economista tedesco (n. 1714)

### Agosto
- 2 agosto - Luisa Federica di Württemberg, duchessa (n. 1722)
- 7 agosto - Giovanni Federico Alessandro di Wied-Neuwied, conte (n. 1706)
- 12 agosto - Isabella Young, mezzosoprano e organista britannica
- 21 agosto - Giovanni Benedetto Giovanelli, politico italiano (n. 1726)
- 22 agosto - Johann David Michaelis, teologo e orientalista tedesco (n. 1717)
- 22 agosto - Giustiniana Wynne, scrittrice italiana (n. 1737)
- 23 agosto - Jeanne de Saint-Rémy de Valois, nobildonna francese (n. 1756)
- 25 agosto - Pietro Domenico Paradies, compositore italiano (n. 1707)
- 29 agosto - Michelangelo Castellazzi, architetto italiano (n. 1736)
- 31 agosto - Fëdor Fëdorovič Ščerbatov, generale e principe russo (n. 1729)

### Settembre
- 2 settembre - František Kočvara, violista, contrabbassista e compositore ceco
- 4 settembre - Daniel Nettelbladt, giurista tedesco (n. 1719)
- 17 settembre - Tomás de Iriarte, poeta, drammaturgo e traduttore spagnolo (n. 1750)
- 23 settembre - Carl von Gontard, architetto tedesco (n. 1731)
- 25 settembre - William Bradford, editore e militare statunitense (n. 1719)
- 27 settembre - William Craven, VI barone Craven, nobile inglese (n. 1738)

### Ottobre
- 2 ottobre - George Gordon, nobile scozzese (n. 1764)
- 3 ottobre - Guido Antonio Zanetti, numismatico italiano (n. 1741)
- 6 ottobre - Maria Francesca delle Cinque Piaghe, religiosa italiana (n. 1715)
- 10 ottobre - Christian Friedrich Daniel Schubart, poeta, scrittore e compositore tedesco (n. 1739)
- 11 ottobre - Pasquale Navone, scultore italiano (n. 1746)
- 11 ottobre - Giovanni Francesco Salvemini, matematico e astronomo italiano (n. 1709)
- 12 ottobre - Anna Luise Karsch, poetessa tedesca (n. 1722)
- 16 ottobre - Grigorij Aleksandrovič Potëmkin, militare e politico russo (n. 1739)
- 18 ottobre - João de Loureiro, religioso portoghese (n. 1710)
- 19 ottobre - Giambattista Gherardo d'Arco, economista e letterato italiano (n. 1739)
- 26 ottobre - Joseph Sperges, avvocato e diplomatico austriaco (n. 1725)
- 29 ottobre - Giuseppe Davia, ingegnere militare e matematico italiano (n. 1710)

### Novembre
- 7 novembre - Dutty Boukman, condottiero e sacerdote haitiano
- 9 novembre - Johann Heinrich Justus Köppen, filologo tedesco (n. 1755)
- 9 novembre - Giuseppe Rabazzi, fantino italiano (n. 1715)
- 13 novembre - Camillo Bonioli, chirurgo italiano (n. 1729)
- 19 novembre - Thomas Howard, III conte di Effingham, nobile e politico britannico (n. 1746)
- 20 novembre - Friedrich Wilhelm von Raison, politico e educatore tedesco (n. 1726)
- 21 novembre - Giovanni Attilio Arnolfini, scrittore e idrologo italiano (n. 1733)
- 25 novembre - Giovanni Battista Ferrandini, compositore italiano
- 25 novembre - Jean-Claude Richard de Saint-Non, incisore, disegnatore e umanista francese (n. 1727)

### Dicembre
- 3 dicembre - Christian Georg Schütz, pittore e disegnatore tedesco (n. 1718)
- 5 dicembre - Wolfgang Amadeus Mozart, compositore austriaco (n. 1756)
- 8 dicembre - Paolo Yun Ji-chung, beato coreano (n. 1759)
- 27 dicembre - John Cruger, Jr., politico statunitense (n. 1710)
- 28 dicembre - Amedeo Svajer, mercante tedesco (n. 1727)
- 30 dicembre - Jiří Ignác Linek, compositore e insegnante ceco (n. 1725)
- 30 dicembre - Agostino Tana, drammaturgo, poeta e scrittore italiano (n. 1745)

### Senza giorno specificato
- Alessandro di Georgia, principe georgiano (n. 1726)
- Callinico IV di Costantinopoli, arcivescovo ortodosso greco (n. 1713)
- John Alcock, organista inglese (n. 1740)
- Etteilla, esoterista francese (n. 1738)
- Giacomo Giorgio Angaran, politico italiano (n. 1740)
- Muhammad Baqir Behbahani, teologo e giurista persiano (n. 1706)
- Cassiano Beligatti, religioso e missionario italiano (n. 1708)
- Allan Stewart, rivoluzionario scozzese (n. 1711)
- Ermenegildo Costantini, pittore italiano (n. 1731)
- Marcello Durazzo, doge (n. 1710)
- Pierre-Étienne Falconet, pittore francese (n. 1741)
- Ignazio Galletti, architetto italiano (n. 1726)
- François-Thomas Germain, artista francese (n. 1726)
- Ange Goudar, avventuriero e scrittore francese (n. 1708)
- Yosep IV Hindi (n. 1726)
- Ippitsusai Bunchō, pittore e incisore giapponese
- Joseph Barthélémy Le Bouteux, pittore francese (n. 1742)
- Agostino Lomellini, doge (n. 1709)
- Antonio Marchetti, architetto italiano (n. 1724)
- Richard Price, filosofo britannico (n. 1723)
- Matteo Rauzzini, compositore italiano (n. 1754)
- Caspar Stoll, entomologo e disegnatore olandese
- Antoine de Vignerot du Plessis, generale e nobile francese (n. 1736)

## Calendario
| Calendario 1791 | Calendario 1791 | Calendario 1791 | Calendario 1791 | Calendario 1791 | Calendario 1791 | Calendario 1791 | Calendario 1791 | Calendario 1791 | Calendario 1791 | Calendario 1791 | Calendario 1791 | Calendario 1791 | Calendario 1791 | Calendario 1791 | Calendario 1791 | Calendario 1791 | Calendario 1791 | Calendario 1791 | Calendario 1791 | Calendario 1791 | Calendario 1791 | Calendario 1791 | Calendario 1791 | Calendario 1791 | Calendario 1791 | Calendario 1791 | Calendario 1791 | Calendario 1791 | Calendario 1791 | Calendario 1791 | Calendario 1791 | Calendario 1791 |
| --------------- | --------------- | --------------- | --------------- | --------------- | --------------- | --------------- | --------------- | --------------- | --------------- | --------------- | --------------- | --------------- | --------------- | --------------- | --------------- | --------------- | --------------- | --------------- | --------------- | --------------- | --------------- | --------------- | --------------- | --------------- | --------------- | --------------- | --------------- | --------------- | --------------- | --------------- | --------------- | --------------- |
|                 | 1               | 2               | 3               | 4               | 5               | 6               | 7               | 8               | 9               | 10              | 11              | 12              | 13              | 14              | 15              | 16              | 17              | 18              | 19              | 20              | 21              | 22              | 23              | 24              | 25              | 26              | 27              | 28              | 29              | 30              | 31              |                 |
| Gennaio         | Sa              | Do              | Lu              | Ma              | Me              | Gi              | Ve              | Sa              | Do              | Lu              | Ma              | Me              | Gi              | Ve              | Sa              | Do              | Lu              | Ma              | Me              | Gi              | Ve              | Sa              | Do              | Lu              | Ma              | Me              | Gi              | Ve              | Sa              | Do              | Lu              |                 |
| Febbraio        | Ma              | Me              | Gi              | Ve              | Sa              | Do              | Lu              | Ma              | Me              | Gi              | Ve              | Sa              | Do              | Lu              | Ma              | Me              | Gi              | Ve              | Sa              | Do              | Lu              | Ma              | Me              | Gi              | Ve              | Sa              | Do              | Lu              |                 |                 |                 |                 |
| Marzo           | Ma              | Me              | Gi              | Ve              | Sa              | Do              | Lu              | Ma              | Me              | Gi              | Ve              | Sa              | Do              | Lu              | Ma              | Me              | Gi              | Ve              | Sa              | Do              | Lu              | Ma              | Me              | Gi              | Ve              | Sa              | Do              | Lu              | Ma              | Me              | Gi              |                 |
| Aprile          | Ve              | Sa              | Do              | Lu              | Ma              | Me              | Gi              | Ve              | Sa              | Do              | Lu              | Ma              | Me              | Gi              | Ve              | Sa              | Do              | Lu              | Ma              | Me              | Gi              | Ve              | Sa              | Do              | Lu              | Ma              | Me              | Gi              | Ve              | Sa              |                 |                 |
| Maggio          | Do              | Lu              | Ma              | Me              | Gi              | Ve              | Sa              | Do              | Lu              | Ma              | Me              | Gi              | Ve              | Sa              | Do              | Lu              | Ma              | Me              | Gi              | Ve              | Sa              | Do              | Lu              | Ma              | Me              | Gi              | Ve              | Sa              | Do              | Lu              | Ma              |                 |
| Giugno          | Me              | Gi              | Ve              | Sa              | Do              | Lu              | Ma              | Me              | Gi              | Ve              | Sa              | Do              | Lu              | Ma              | Me              | Gi              | Ve              | Sa              | Do              | Lu              | Ma              | Me              | Gi              | Ve              | Sa              | Do              | Lu              | Ma              | Me              | Gi              |                 |                 |
| Luglio          | Ve              | Sa              | Do              | Lu              | Ma              | Me              | Gi              | Ve              | Sa              | Do              | Lu              | Ma              | Me              | Gi              | Ve              | Sa              | Do              | Lu              | Ma              | Me              | Gi              | Ve              | Sa              | Do              | Lu              | Ma              | Me              | Gi              | Ve              | Sa              | Do              |                 |
| Agosto          | Lu              | Ma              | Me              | Gi              | Ve              | Sa              | Do              | Lu              | Ma              | Me              | Gi              | Ve              | Sa              | Do              | Lu              | Ma              | Me              | Gi              | Ve              | Sa              | Do              | Lu              | Ma              | Me              | Gi              | Ve              | Sa              | Do              | Lu              | Ma              | Me              |                 |
| Settembre       | Gi              | Ve              | Sa              | Do              | Lu              | Ma              | Me              | Gi              | Ve              | Sa              | Do              | Lu              | Ma              | Me              | Gi              | Ve              | Sa              | Do              | Lu              | Ma              | Me              | Gi              | Ve              | Sa              | Do              | Lu              | Ma              | Me              | Gi              | Ve              |                 |                 |
| Ottobre         | Sa              | Do              | Lu              | Ma              | Me              | Gi              | Ve              | Sa              | Do              | Lu              | Ma              | Me              | Gi              | Ve              | Sa              | Do              | Lu              | Ma              | Me              | Gi              | Ve              | Sa              | Do              | Lu              | Ma              | Me              | Gi              | Ve              | Sa              | Do              | Lu              |                 |
| Novembre        | Ma              | Me              | Gi              | Ve              | Sa              | Do              | Lu              | Ma              | Me              | Gi              | Ve              | Sa              | Do              | Lu              | Ma              | Me              | Gi              | Ve              | Sa              | Do              | Lu              | Ma              | Me              | Gi              | Ve              | Sa              | Do              | Lu              | Ma              | Me              |                 |                 |
| Dicembre        | Gi              | Ve              | Sa              | Do              | Lu              | Ma              | Me              | Gi              | Ve              | Sa              | Do              | Lu              | Ma              | Me              | Gi              | Ve              | Sa              | Do              | Lu              | Ma              | Me              | Gi              | Ve              | Sa              | Do              | Lu              | Ma              | Me              | Gi              | Ve              | Sa              |                 |